# Pico Karl Marx
El pico Karl Marx (en tayiko Қуллаи К. Маркс) se eleva a 6.726 m s. n. m. en la cordillera de Pamir, al suroccidente de la Provincia Autónoma de Alto Badajshán de Tayikistán, cerca del río Panj en la frontera con Afganistán. Fue descubierto y bautizado es 1937 por el geólogo y explorador Sergey Klunnikov. El ascenso se pospuso debido a la Segunda Guerra Mundial. El pico Karl Marx fue escalado en 1946, por un grupo de montañistas rusos dirigidos por Evgeniy Beletskiy.